# Русија на Светском првенству у атлетици у дворани 2014.
Русија је учествовала на Светском првенству у атлетици у дворани 2014. одржаном у Сопоту од 7. до 9. марта дванаести пут. Русија је пријавила 38 учесника (15 мушкарца и 23 жене), који су се такмичили у осамнаест дисциплина (7 мушких и 11 женских).
На овом првенству Русија је са 5 освојених медаља (три златне и две сребрне) заузела друго место.
У табели успешности према броју и пласману такмичара који су учествовали у финалним такмичењима (првих 8 такмичара) Русија је са 13 учесника и 61 бодом, делила треће место са репрезентацијом Уједињеног Краљевства. 

| Плас. | Земља  | 1. место | 2. место | 3. место | 4. место | 5. место | 6. место | 7. место | 8. место | Бр. финал. | Бод. |
| ----- | ------ | -------- | -------- | -------- | -------- | -------- | -------- | -------- | -------- | ---------- | ---- |
| =3.   | Русија | 3        | 2        | 0        | 1        | 3        | 0        | 2        | 2        | 13         | 61   |

## Учесници
Пријављено је 38 такмичара (15 мушкараца и 23 жене), међутим наступило је 35 такмичара (14 мушкараца и 21 жена). 
| Дисциплина   | Спортисти                                                                           | Спортисти                                                                       |
| Дисциплина   | Мушкарци                                                                            | Жене                                                                            |
| ------------ | ----------------------------------------------------------------------------------- | ------------------------------------------------------------------------------- |
| 400 м        |                                                                                     | Ксенија Рижова                                                                  |
| 800 м        | Степан Поистогов                                                                    | Јекатерина Купина Ана Шчегова                                                   |
| 1.500 м      |                                                                                     | Светлана Карамашева Јелена Коропкина                                            |
| 3.000 м      |                                                                                     | Наталија Аристархова                                                            |
| 60 м препоне | Константин Шабанов Сергеј Шубенков                                                  | Јекатерина Галицка Јулија Кондакова                                             |
| 4 x 400 м    | Лав Мосин Денис Кудрјавцев Aleksandr Khyutte Владимир Краснов Konstantin Petriashov | Олга Товарнова Ирина Давидова Јулија Терекова Наталија Назарова Ксенија Рижова1 |

| Дисциплина   | Спортисти                        | Спортисти                             |
| Дисциплина   | Мушкарци                         | Жене                                  |
| ------------ | -------------------------------- | ------------------------------------- |
| Скок увис    | Иван Ухов Данило Цуплаков        | Марија Кучина Ирина Гордејева         |
| Скок мотком  |                                  | Анжелика Сидорова Анастасија Савченко |
| Скок удаљ    | Александар Мењков                | Дарија Клишина                        |
| Троскок      | Љукман Адамс                     | Јекатерина Конева Вероника Мосина     |
| Бацање кугле | Александар Лесној Максим Сидоров | Јевгенија Колодко Ирина Тарасова      |

## Освајачи медаља (5)

### Злато (3)
- Марија Кучина — Скок увис
- Јекатерина Конева — Троскок
- Љукман Адамс — Троскок

### Сребро (2)
- Иван Ухов — Скок увис
- Анжелика Сидорова — Скок мотком

## Резултати

### Мушкарци
| Атлетичар                                                                            | Дисциплина   | Лични рекорд | Квалификације | Квалификације      | Полуфинале           | Полуфинале   | Финале               | Финале        | Детаљи |
| Атлетичар                                                                            | Дисциплина   | Лични рекорд | Резултат      | Место              | Резултат             | Место        | Резултат             | Место         | Детаљи |
| ------------------------------------------------------------------------------------ | ------------ | ------------ | ------------- | ------------------ | -------------------- | ------------ | -------------------- | ------------- | ------ |
| Степан Поистогов                                                                     | 800 м        | 1:46,53      | 1:47,11       | 2. у гр. 1         |                      |              | Није се пласирао     | 7 / 17 (19)   |        |
| Константин Шабанов                                                                   | 60 м препоне | 7,52         | 7,62          | 2. у гр. 2 КВ      | 7,67                 | 7. у пф, 2   | Није се квалификовао | 14 / 29 (31)  |        |
| Сергеј Шубенков                                                                      | 60 м препоне | 7,49         | 7,76          | 5. у гр. 1 кв      | 7,66                 | 7. у пф. 1   | Није се квалификовао | =12 / 29 (31) |        |
| Лав Мосин* Денис Кудрјавцев Aleksandr Khyutte Владимир Краснов Konstantin Petriashov | 4 х 400 м    | 3:04,82 НР   | 3:06,63       | 2. у гр. 2 КВ, НРС |                      |              | 3:07,12              | 5 / 10        |        |
| Иван Ухов                                                                            | Скок увис    | 2,42 НР      | 2,25          | = 7 кв             | 2,38                 |              |                      |               |        |
| Данило Цуплаков                                                                      | Скок увис    | 2,34         | 2,28          | = 1. кв            | 2,32                 | 5 / 15 (17)  |                      |               |        |
| Александар Мењков                                                                    | Скок удаљ    | 8,31         | 8,04          | 6 кв               | 8,08                 | 6 / 17       |                      |               |        |
| Љукман Адамс                                                                         | Троскок      | 17,36        | 16,68         | 3 кв               | 17,37 СРС, ЛР        | 6 / 17       |                      |               |        |
| Александар Лесној                                                                    | Бацање кугле | 20,51        | 20,26         | 8 кв               | 20,18                | 8 / 19 (20)  |                      |               |        |
| Максим Сидоров                                                                       | Бацање кугле | 20,98        | 18,98         | 16                 | Није се квалификовао | 16 / 19 (20) |                      |               |        |

- Такмичари у штафети обележени звездицом су трчали у квалификацијама, не и у финалу.

### Жене
| Атлетичарка                                                                     | Дисциплина   | Лични рекорд | Квалификације | Квалификације  | Полуфинале             | Полуфинале            | Финале                                  | Финале       | Детаљи |
| Атлетичарка                                                                     | Дисциплина   | Лични рекорд | Резултат      | Место          | Резултат               | Место                 | Резултат                                | Место        | Детаљи |
| ------------------------------------------------------------------------------- | ------------ | ------------ | ------------- | -------------- | ---------------------- | --------------------- | --------------------------------------- | ------------ | ------ |
| Ксенија Рижова                                                                  | 400 м        | 51,03        | 52,47         | 2. у гр. 3 КВ  | 51,64                  | 4 у пф. 2             | Није се квалификовала                   | 7 / 18       |        |
| Јекатерина Купина                                                               | 800 м        | 1:59,58      | 2:03,17       | 13.            |                        |                       | Није се квалификовала'                  | 13 / 17 (18) |        |
| Ана Шчегова                                                                     | 800 м        | 2:01,29      | 2:02,95       | =11.           | Није се квалификовала' | =11 / 17 (18)         |                                         |              |        |
| Светлана Карамашева                                                             | 1.500 м      | 4:10,47      | 4:10,91 ЛРС   | 5. у гр. 2. кв | 4:13,89                | 7 / 20                |                                         |              |        |
| Јелена Коропкина                                                                | 1.500 м      | 4:05,78      | 4:11,43       | 3. у гр. 1     | Није се квалификовала' | 10 / 20               | Архивирано на веб-сајту (7. април 2014) |              |        |
| Наталија Аристархова                                                            | 3.000 м      | 8:50,76      | 9:09.37       | 7. у гр. 1     | Није се квалификовала' | 13 / 15               |                                         |              |        |
| Јекатерина Галицка                                                              | 60 м препоне | 7,93         | 8,20          | 7. у гр. 2     | Није се квалификовала  | Није се квалификовала | Није се квалификовала                   | 24 / 29 (30) |        |
| Јулија Кондакова                                                                | 60 м препоне | 7,93         | 8,04 ЛРС      | 3. у гр. 3 КВ  | 8,03 ЛРС               | 4. у пф. 2 КВ         | 8,08                                    | 8 / 29 (30)  |        |
| Олга Товарнова Ирина Давидова Јулија Терекова Наталија Назарова Ксенија Рижова1 | 4 х 400 м    | 3:23,37 НР   | 3:30,87 НРС   | 6. КВ          |                        |                       | 3:28,39 НРС                             | 4 / 8        |        |
| Марија Кучина                                                                   | Скок увис    | 2,01         | 1,95          | 2. КВ          | 2,00                   |                       |                                         |              |        |
| Ирина Гордејева                                                                 | Скок увис    | 2,01         | 1,92          | 13.            | Није се квалификовала  | 13 / 17               |                                         |              |        |
| Анастасија Савченко                                                             | Скок мотком  | 4,71         |               |                | 4,45                   | 11 / 12               |                                         |              |        |
| Анжелика Сидорова                                                               | Скок мотком  | 4,72         | 4,70          |                |                        |                       |                                         |              |        |
| Дарија Клишина                                                                  | Скок удаљ    | 7,01         | 6,76 ЛРС      | 2. КВ          | 6,57                   | 7 / 13                |                                         |              |        |
| Јекатерина Конева                                                               | Бацање кугле | 14,65        | 14,20         | 3. кв          | 14,46                  |                       |                                         |              |        |
| Вероника Мосина                                                                 | Бацање кугле | 14,30        | 13,68         | 9              | Није се квалификовала  | 9 / 11                |                                         |              |        |
| Јевгенија Колодко                                                               | Бацање кугле | 19,97        | 18,32         | 7. кв          | 19,11                  | 4 / 19                |                                         |              |        |
| Ирина Тарасова                                                                  | Бацање кугле | 18,76        | 18,11         | 9              | Није се квалификовала  | 9 / 19                |                                         |              |        |